# Travel + Leisure
Travel + Leisure est un magazine de voyages américain. 
Le magazine Travel + Leisure est acheté à American Express par Time Inc. le 1er octobre 2013. Il appartient aujourd'hui à Meredith Corporation.